# Pteris elmeri
Pteris elmeri är en kantbräkenväxtart som beskrevs av Christ och Edwin Bingham Copeland. Pteris elmeri ingår i släktet Pteris och familjen Pteridaceae. Inga underarter finns listade.